# Takeyuki Okamoto
Takeyuki Okamoto (岡本 武行 Okamoto Takeyuki?), född 8 december 1967 i Tokyo prefektur, är en japansk före detta fotbollsspelare och tränare.
Okamoto började sin karriär i NTT Kanto (Omiya Ardija). 
Okamoto har efter den aktiva karriären verkat som tränare och har tränat J1 League-klubben, Omiya Ardija.